# Фотокопирање
Фотокопирање је процес којим се брзо и јефтино праве папирне копије докумената и других графичких представа или слика. Већина садашњих фотокопир-апарата користе технологију која се зове ксерографија - процес сушења уз коришћење топлоте. Копир апарати могу такође да користе и друге излазне технологије као што су инк џет, али ксерографија је стандардни поступак за канцеларијско фотокопирање.
Комерцијално ксерографско канцеларијско фотокопирање увео је Ксерокс 1959. године и постепено је заменио копије које су правили Верифакс, Фотостат, карбон папир, мимеографске машине и друге машине за умножавање.

## Здравствени проблеми
Излагање ултраљубичастом светлу изазива забринутост. У раним данима фотокопирних машина, сензибилизирајући извор светлости је филтриран зеленом бојом како би одговарао оптималној осетљивости фотокондуктивне површине. Ово филтрирање је погодно уклонило сво ултраљубичасто зрачење. Тренутно се користе различити извори светлости. Пошто стакло пропушта ултраљубичасте зраке између 325 и 400 нанометара, фотокопирни уређаји са светлима која производе ултраљубичасто светло, као што су флуоресцент, волфрам халоген или ксенонски блиц, излажу документе ултраљубичастом зрачењу.
Неки су изразили забринутост у вези са емисијама из фотокопирних машина у вези са употребом селена и емисијом озона и испарења из загрејаног тонера.

## Форензичка идентификација
Слично форензичкој идентификацији писаћих машина, компјутерски штампачи и фотокопирни уређаји могу се пратити по несавршеностима у њиховом штампању. Механичке толеранције механизама за увлачење тонера и папира узрокују појаву трака, што може открити информације о механичким својствима појединачног уређаја. Често је могуће идентификовати произвођача и бренд, а у неким случајевима се појединачни штампач може идентификовати из скупа познатих штампача упоређивањем њихових излаза.
Неки висококвалитетни колор штампачи и фотокопирни уређаји стеганографски уграђују свој идентификациони код у штампане странице, као фине и готово невидљиве шаре жутих тачака. Неки извори идентификују Ксерокс и Канон као компаније које то раде. Electronic Frontier Foundation (EFF) истражила је овај проблем и документовала како су серијски број Ксероксовог ДоцуЦолор штампача, као и датум и време отиска, кодирани у обрасцу од 8×15 тачака који се понавља у жутом каналу. EFF ради на реверзном инжењерингу додатних штампача. EFF такође извештава да је америчка влада затражила од ових компанија да имплементирају такву шему праћења, како би се фалсификовању могло ући у траг. ЕФФ је поднео захтев Закона о слободи информација како би испитао импликације овог праћења на приватност.

## Влажно фотокопирање
Фотокопирање, користећи течни развијач, развили су Кен Меткалф и Боб Рајт из Лабораторије за стандарде одбране у Аделајду 1952. године.
Фотокопирање, коришћењем течног развијача, коришћено је 1967. године.
„Слике од 'влажног фотокопирања' не трају толико дуго као слике са сувим тонером, али то није због киселости.“